# Dioscorea dumetorum
Dioscorea dumetorum är en enhjärtbladig växtart som först beskrevs av Carl Sigismund Kunth, och fick sitt nu gällande namn av Ferdinand Albin Pax. Dioscorea dumetorum ingår i släktet Dioscorea och familjen Dioscoreaceae. Inga underarter finns listade i Catalogue of Life.